# Этсо
Этсо́  (фр. Etsaut) — коммуна во Франции, находится в регионе Аквитания. Департамент — Атлантические Пиренеи. Входит в состав кантона Олорон-Сент-Мари-1. Округ коммуны — Олорон-Сент-Мари.
Код INSEE коммуны — 64223.

## География

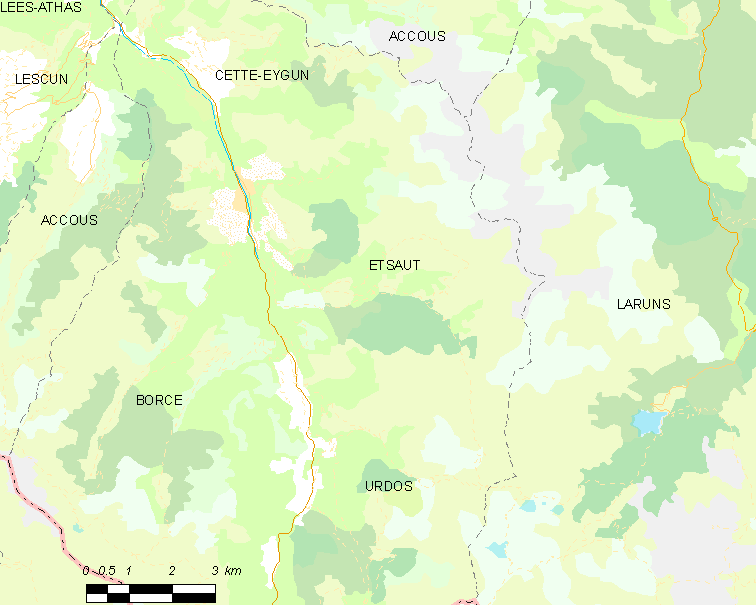
Карта коммуны

Коммуна расположена приблизительно в 700 км к югу от Парижа, в 220 км южнее Бордо, в 50 км к югу от По.
На западе коммуны протекает река Гав-д’Асп.

### Климат
Климат тёплый океанический. Зима мягкая, средняя температура января — от +5°С до +13°С, температуры ниже −10 °C бывают редко. Снег выпадает около 15 дней в году с ноября по апрель. Максимальная температура летом порядка 20-30 °C, выше 35 °C бывает очень редко. Количество осадков высокое, порядка 1100 мм в год. Характерна безветренная погода, сильные ветры очень редки.

## Население
Население коммуны на 2010 год составляло 80 человек.
| 1962 | 1968 | 1975 | 1982 | 1990 | 1999 | 2010 |
| ---- | ---- | ---- | ---- | ---- | ---- | ---- |
| 158  | 141  | 125  | 104  | 92   | 104  | 80   |

## Администрация
| Период | Период | Фамилия          | Партия                  | Примечания                     |
| ------ | ------ | ---------------- | ----------------------- | ------------------------------ |
| 1995   | 2008   | Марсель Менвьель |                         |                                |
| 2008   | 2020   | Элизабет Медар   | Социалистическая партия | председатель сообщества коммун |

## Экономика
В 2010 году среди 39 человек трудоспособного возраста (15-64 лет) 26 были экономически активными, 13 — неактивными (показатель активности — 66,7 %, в 1999 году было 63,8 %). Из 26 активных жителей работали 26 человек (15 мужчин и 11 женщин), безработных не было. Среди 13 неактивных 0 человек были учениками или студентами, 8 — пенсионерами, 5 были неактивными по другим причинам.

## Достопримечательности
- Церковь Св. Грата (XVII век)
- Форт Портале[фр.] (XVI век). Исторический памятник с 2005 года[5]

## Фотогалерея

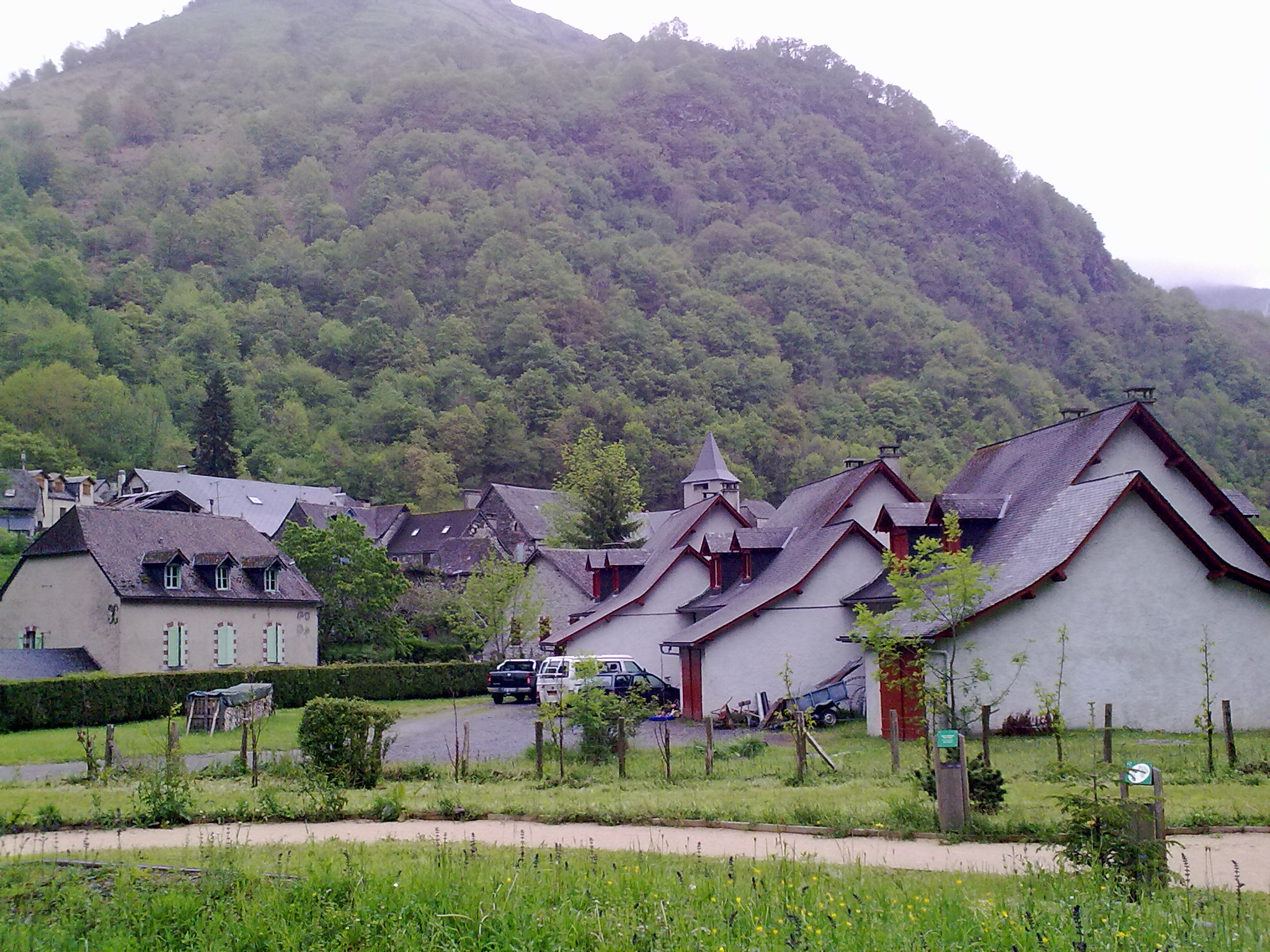
Этсо
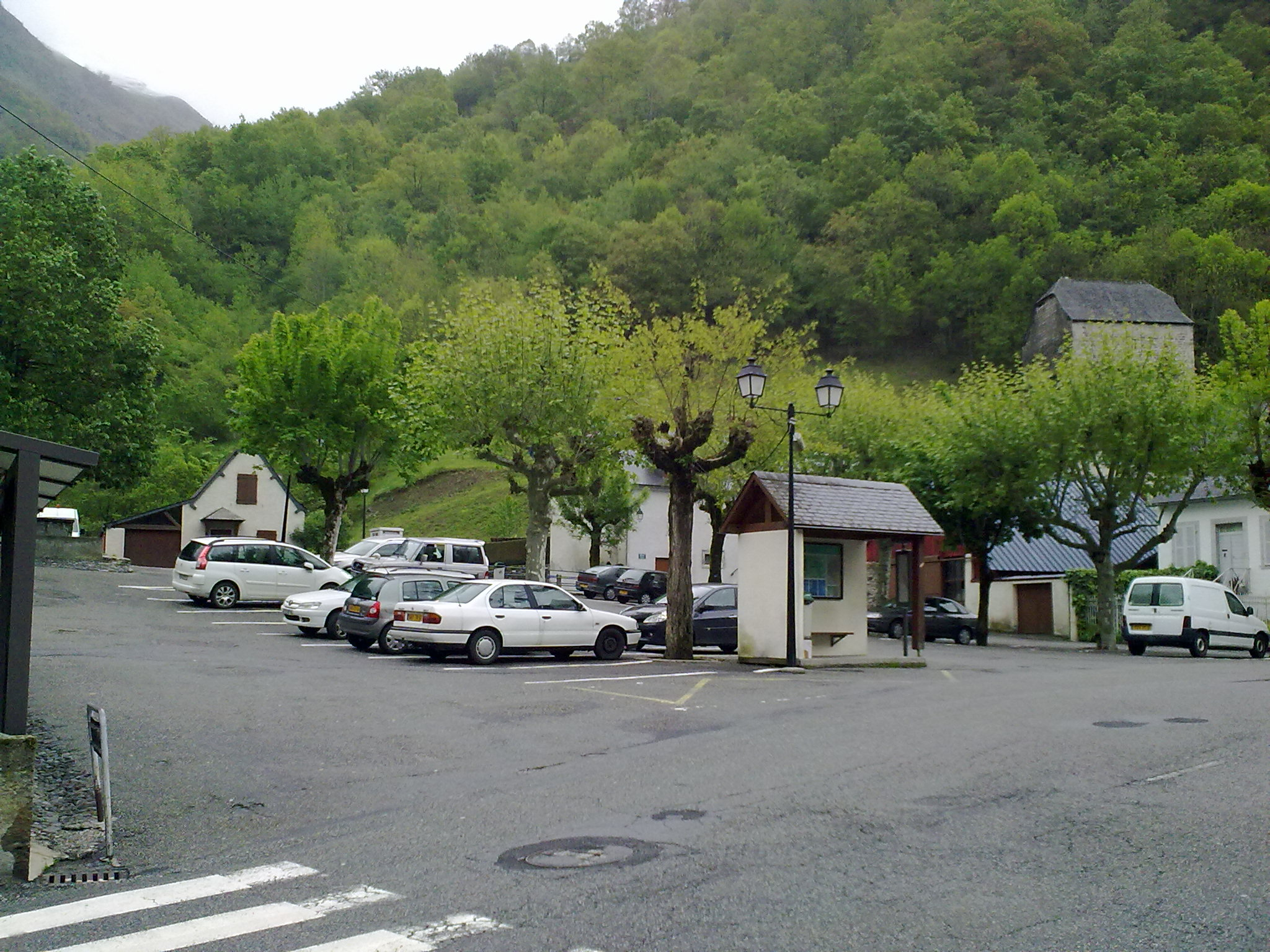
Этсо
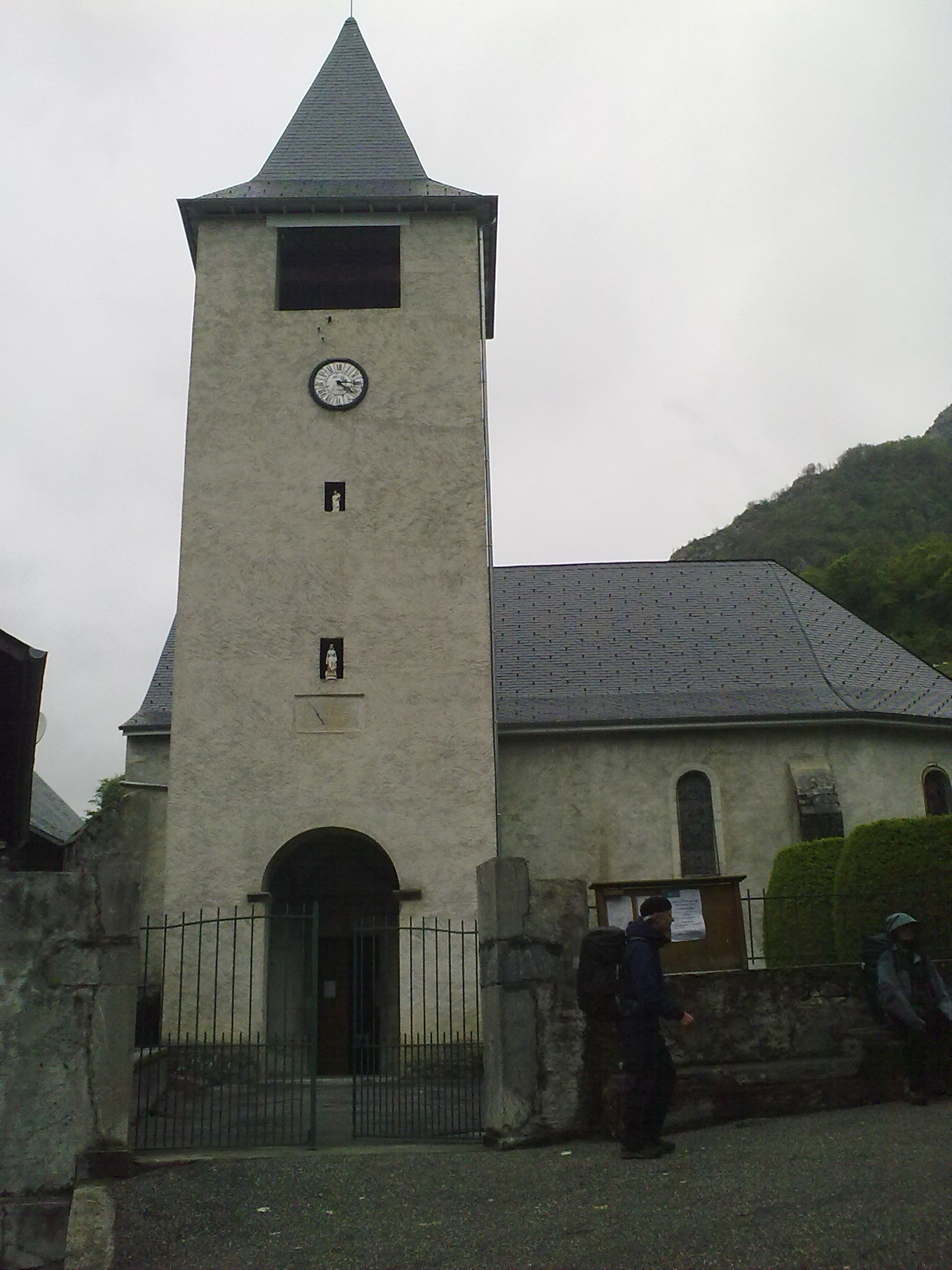
Церковь Св. Грата
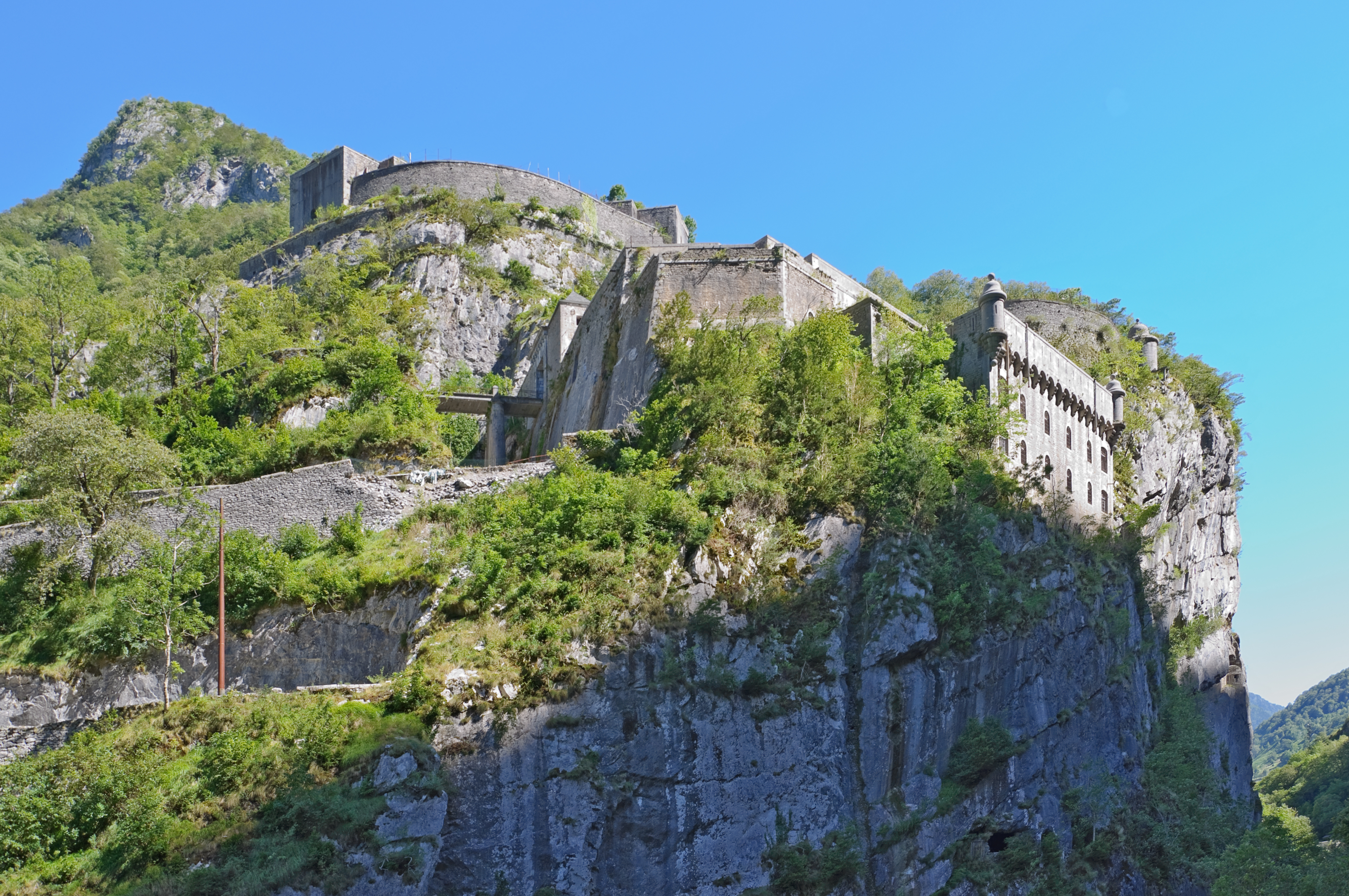
Форт Портале
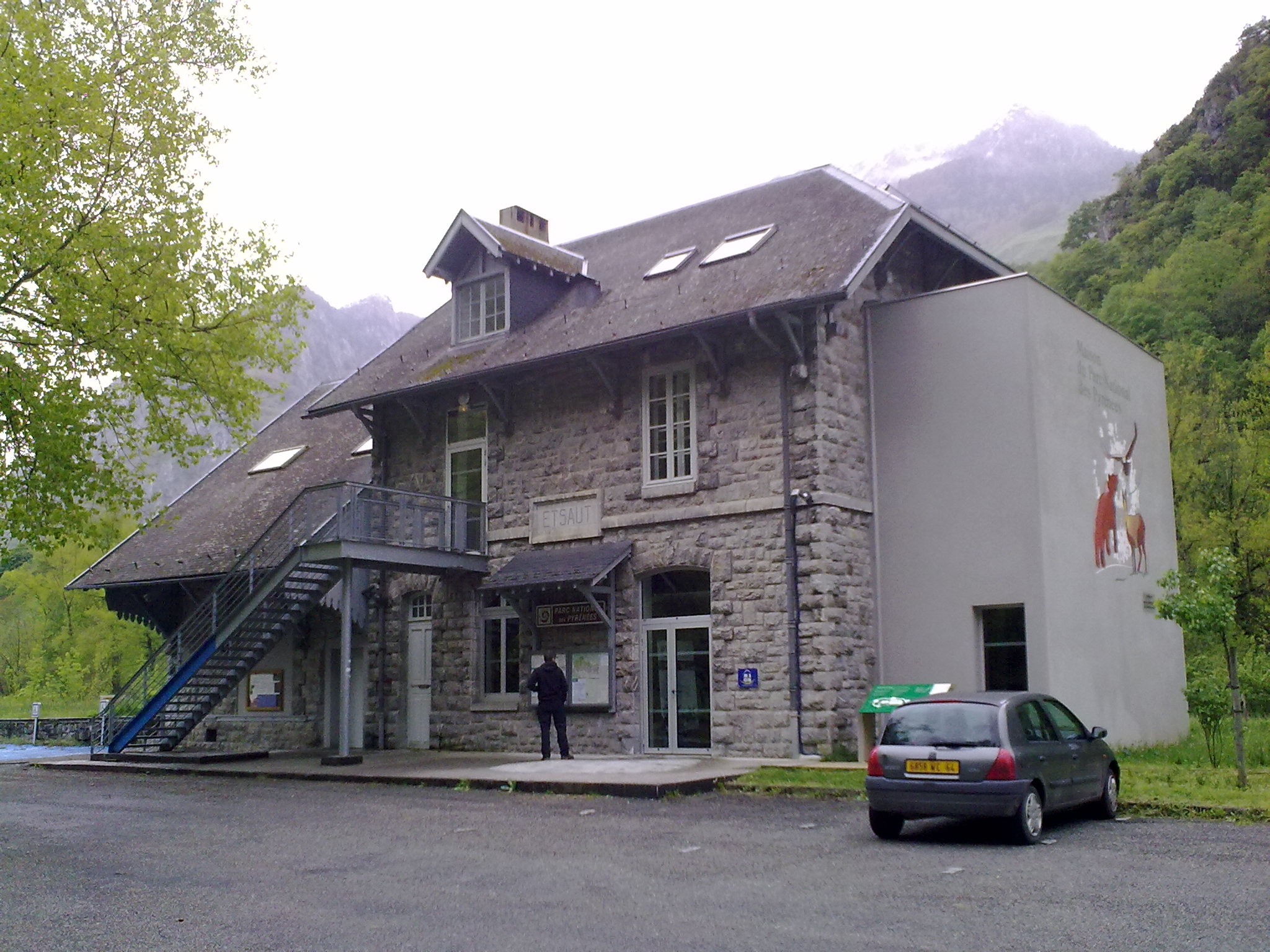
Вокзал
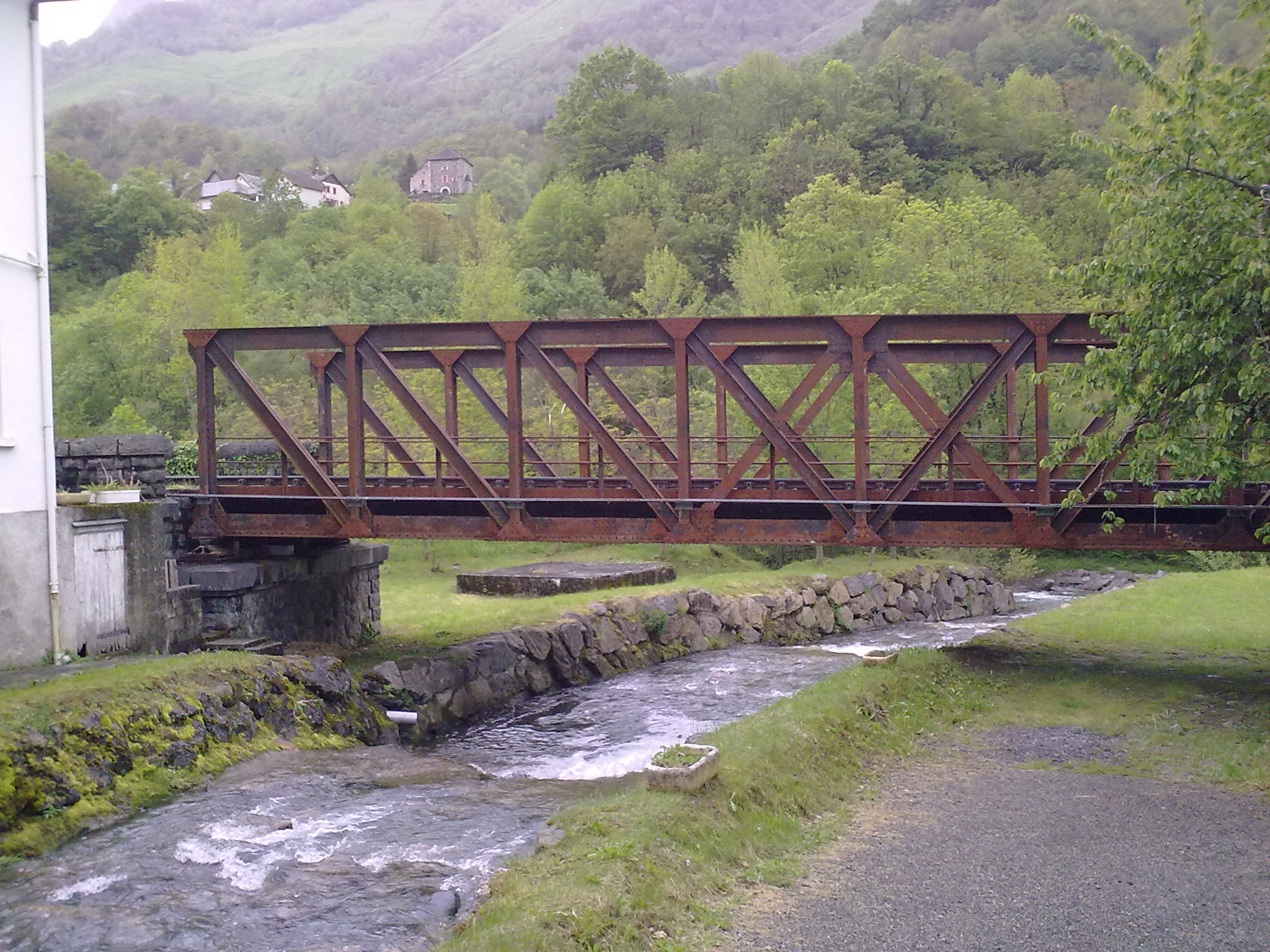
Мост